# Austrochaperina kosarek
Espèce
Statut de conservation UICN

 DD  : Données insuffisantes
Austrochaperina kosarek est une espèce d'amphibiens de la famille des Microhylidae.

## Répartition
Cette espèce est endémique de la province de Papouasie en Nouvelle-Guinée occidentale. Elle n'est connue que par l'unique spécimen collecté en 1979 dans la région de Kosarek dans le kabupaten de Jayawijaya,.

## Description
L'unique spécimen collecté, un mâle, mesurait 21 mm. Son dos était brun clair avec des taches sombres.

## Étymologie
Son nom d'espèce, kosarek, lui a été donné en référence au site de sa découverte, la région de Kosarek.

## Publication originale
- Zweifel, 2000 : Partition of the Australopapuan microhylid frog genus Sphenophryne with descriptions of new species. Bulletin of the American Museum of Natural History, vol. 253, p. 1-130 (texte intégral).